# Linha médio-esternal
Em anatomia, a linha médio-esternal ou linha média esternal é uma linha imaginária vertical ao longo do esterno.